# Hjortetrøst (plante)
Hjortetrøst (Eupatorium cannabinum), eller hamp-hjortetrøst, er en 50-150 cm høj urt, der vokser på fugtig bund. Udover at være vildtvoksende i Danmark, anvendes Hamp-Hjortetrøst som haveplante. Blomsterne er meget yndet af sommerfugle.

## Beskrivelse
Hjortetrøst er en flerårig urt med en stiv, opret vækst. De ugrenede stængler er næsten hårløse og ofte rødligt farvede på lyssiden. Bladene sidder modsat, og de er kortstilkede og dybt 3-5 fligede med lancetformede bladafsnit og savtakket rand. Oversiden er græsgrøn, mens undersiden er lysegrøn. Blomstringen sker i juli-september, hvor man finder blomsterne samlet i endestillede stande. Hovedstanden er en halvskærm, der er sammensat af kurveblomster, som igen består af nogle få, rørformede blomster med blegrøde til gammelrosa kronblade. Frugten er en nød med en hårformet fnok.
Rodnettet består af en krybende jordstængel og et trævlet rodsystem.
Højde x bredde og årlig tilvækst: 1,00 x 0,20 m (100 x 20 cm/år).

## Voksested
Hamp-Hjortetrøst er udbredt i Nordafrika, mellemøsten, lilleasien, kaukasus, centralasien, Himalaya og Kina samt i det meste af Europa. I Danmark er den almindelig på Øerne og i Østjylland, ellers temmelig sjælden. Overalt er den knyttet til lysåben og fugtig eller våd bund med næringsrig jord.
På brinkerne langs Gudenåen findes arten sammen med bl.a. alm. fredløs, hjertegræs, kattehale, alm. mjødurt, alm. skjolddrager, blåhat, dagpragtstjerne, djævelsbid, engkabbeleje, gul fladbælg, hyldebladet baldrian, kapbalsamin, knoldet brunrod, kvan, kærgaltetand, kærtidsel, lodden dueurt, lysesiv, majgøgeurt, nyserøllike, rejnfan, rørgræs, skovkogleaks, sværtevæld og trævlekrone

## Anvendelse
Hamp-Hjortetrøst kan bruges som havestaude ved havedamme eller langs vandløb, og den er meget brugt i sumpede områder af naturhaver.

## Note
1. ↑  Gudenåkomiteen: Vegetation i Gudenåen 2001 (Webside ikke længere tilgængelig)

| Portal | Portal:Botanik |